# Oreocarya ochroleuca
Oreocarya ochroleuca är en strävbladig växtart som först beskrevs av Larry C. Higgins, och fick sitt nu gällande namn av R.B.Kelley. Oreocarya ochroleuca ingår i släktet Oreocarya och familjen strävbladiga växter. Inga underarter finns listade i Catalogue of Life.